# Тети
 Тази статия е за египетския фараон.  За селото в Сардиния вижте Тети (Италия).  
Тети е първият фараон от шеста династия. Известен е и с името, с което Манетон го описва – Отоес. Царуването му продължава от около 2345 пр.н.е. до около 2333 пр.н.е. Погребан е в Сакара. Царица Ипут, жена му, вероятно е дъщеря на фараона Унас, последеният фараон на пета династия.

## Управление
По време на управлението на Тети, висшите чиновници започват да строят за себе си погребални гробници, които са почти толкова богати, колкото и тези на фараоните. Например един от сановниците му построява за себе си голяма мастаба с 32 помещения, богато изрисувани. Това се смята като знак за намаляването на царската власт и увеличаването на властта на чиновниците, което води до края на египетското Старо царство.
Тети е убит от Усеркара, който наследява трона, и е погребан в царския некропол в Сакара.